# 74503 Madola
74503 Madola è un asteroide della fascia principale. Scoperto nel 1999, presenta un'orbita caratterizzata da un semiasse maggiore pari a 3,0096126 UA e da un'eccentricità di 0,1873706, inclinata di 17,18729° rispetto all'eclittica.
L'asteroide è dedicato agli astronomi canadesi Christian Marois, René Doyon e David Lafrenière, autori della prima immagine fotografica di un sistema planetario extrasolare. Il nome dell'asteroide è stato ottenuto concatenando le prime due lettere del cognome di ciascuno.